# Worowo
Worowo (deutsch Wurow, früher auch Wuhrow) ist ein Dorf in der polnischen Woiwodschaft Westpommern. Es gehört zur Gmina Łobez (Stadt- und Landgemeinde Labes) im  Powiat Łobeski (Labser  Kreis).

## Geographische Lage
Das Dorf liegt in Hinterpommern, unweit der Rega, etwa zwanzig Kilometer südöstlich der Stadt Resko (Regenwalde), acht Kilometer nordnordöstlich des Stadtkerns von Łobez (Labes) und fünf Kilometer nordöstlich des Dorfs Grabowo (Grabow).

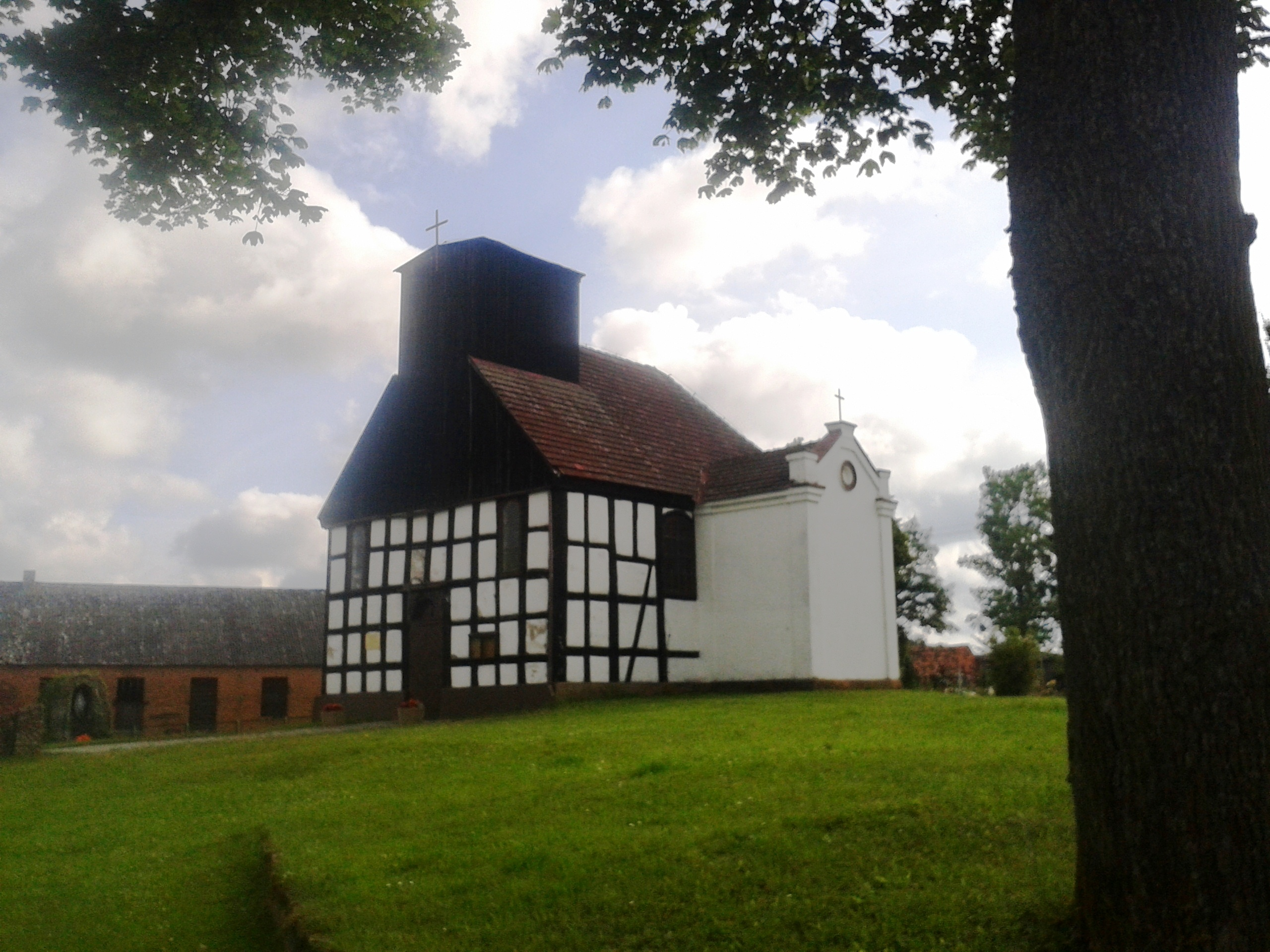
Dorfkirche (2014), bis 1945 Gotteshaus der evangelischen Gemeinde Wurow

## Geschichte
Das Gut Wurow war ehemals ein altes pommersches Lehen der in Hinterpommern alteingeborenen Familie Borcke, das um 1782 der Major Leopold von Borck besaß.  Die Vasallen-Tabelle von 1804 nennt den Kammerherrn Philip Ludwig Christoph August von Borcke als Besitzer von Wurow. Nach öffentlicher Feilbietung des Guts 1815 wegen Überschuldung seines Besitzers fanden in der Folgezeit mehrere Besitzerwechsel statt.
1884 war Gutsbesitzer Klug Eigentümer des 760 Hektar großen Ritterguts mit Ziegelei,  das seine Familie auch noch 1896 besaß.
Am 1. April 1927 hatte das Gut Wurow eine Flächengröße von 784 Hektar, und am 16. Juni 1925 hatte der Gutsbezirk 287 Einwohner.
Die Gemarkung der Landgemeinde Wurow hatte um 1930 eine Fläche von 11,4 km². Im Gemeindegebiet standen insgesamt 49 bewohnte Wohnhäuser an zwölf verschiedenen Wohnstätten:
1. Augustenhof
2. Bahnhof Wurow
3. Freischulzenberg
4. Heinrichsruh
5. Hermannshöh
6. Karolinenhof
7. Vorwerk Dorotheenhof
8. Vorwerk Emilienhof
9. Vorwerk Helenenhof
10. Vorwerk Huldashof
11. Wurow
12. Ziegelei

Im Jahr 1945 gehörte das Dorf Wurow zum Kreis Regenwalde im Regierungsbezirk Köslin der preußischen Provinz Pommern des Deutschen Reichs. Wurow war dem Amtsbezirk Grabow zugeordnet.
Gegen Ende des Zweiten Weltkriegs wurde die Region im Frühjahr 1945 von der Roten Armee besetzt. Nach Beendigung der Kampfhandlungen wurde Wurow zusammen mit ganz Hinterpommern seitens der sowjetischen Besatzungsmacht der Volksrepublik Polen zur Verwaltung überlassen. Danach begann die Zuwanderung von Polen. Das Dorf Wurow  wurde unter der polonisierten Ortsbezeichnung ‚Worowo‘ verwaltet. In der Folgezeit wurde die einheimische Bevölkerung von der polnischen Administration aus Wurow und dem Kreisgebiet vertrieben.

### Demographie
| Jahr | Einwohner | Anmerkungen                                                                                              |
| ---- | --------- | --- |
| 1782 | –         | adliges Gut mit einem herrschaftlichen Ackerwerk, einer Mutterkirche und 18 Feuerstellen (Haushaltungen) |
| 1818 | 131       | Dorf, adlige Besitzung                                                                                   |
| 1825 | 131       | Vorwerk mit einer Wassermühle                                                                            |
| 1852 | 391       | Dorf |
| 1864 | 404       | am 3. Dezember, im Gutsbezirk und Gemeindebezirk zusammen                                                |
| 1867 | 411       | am 3. Dezember, davon 193 im Dorf und 218 im Gutsbezirk                                                  |
| 1871 | 356       | am 1. Dezember, davon 165 im Dorf (sämtlich Evangelische) und 191 im Gutsbezirk (sämtlich Evangelische)  |
| 1885 | 407       | am 1. Dezember, davon 173 im Dorf (sämtlich Evangelische) und 234 im Gutsbezirk (sämtlich Evangelische)  |
| 1910 | 394       | am 1. Dezember, davon 148 im Dorf und 246 im Gutsbezirk                                                  |
| 1925 | 434       | darunter 432 Evangelische und zwei Katholiken                                                            |
| 1933 | 371       | [ 15 ]                                                                                                   |
| 1939 | 353       | [ 15 ]                                                                                                   |